# NGC 3725
NGC 3725 este o liner situată în constelația Ursa Mare. A fost descoperită în 19 martie 1790 de către William Herschel. Se află la o distanță de 33,57 de megaparseci de Pământ.